# Štípačka na kámen

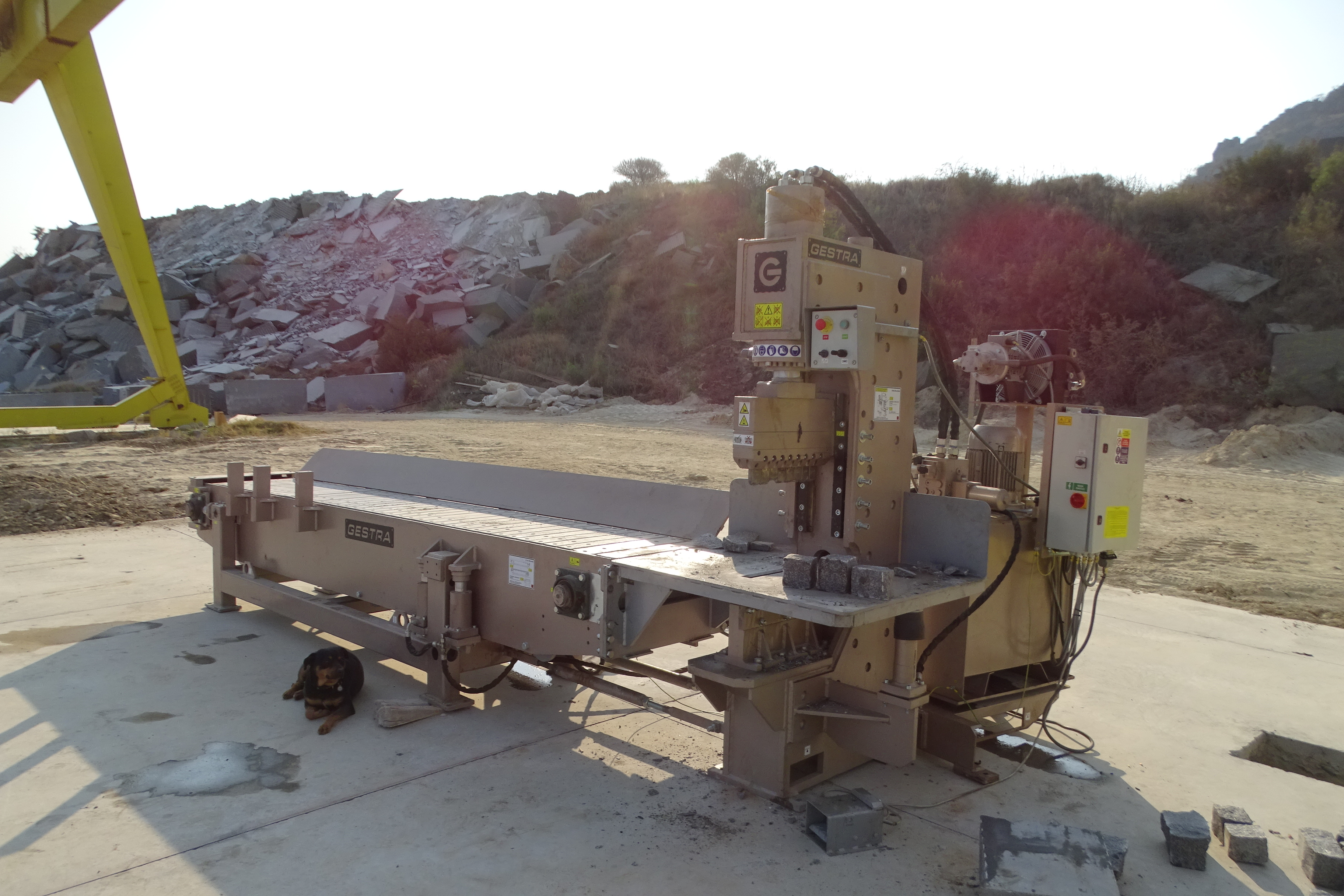
Štípačka na kámen s dopravníkem

Článek pojednává o strojních štípačkách na kámen, nikoliv o ručních klínech. Hydraulické štěpení (frakování) je nepříbuzná disciplína zde zmiňovanému hydraulickému štípání.
Hydraulická štípačka na kámen (anglicky hydraulic stone splitter, neplést s hydraulickými klíny rock splitter) je mechanické strojní zařízení používané k strojnímu dělení kamene na menší prvky. Štípací sílu vyvíjí hydraulický agregát a přenos její přenos do soustavy hydraulických válců. Samotné štípání kamene obstarávají soustavy břitových nožů. Zařízení nachází uplatnění v kamenickém provozu .

## Historie
Dohledatelnost jasných dat o počátcích strojních štípaček kamene je nízká. Americká Park Industries® datuje své první exempláře (o síle ~ 36 tun) do r. 1956 . Český výrobce Gestra CZ s.r.o. uvádí, že své první typy o síle 45 tun odvozuje r. 1992 od tehdy bývalého německého výrobce Porsfeld.

## Strojní součásti

### Rám

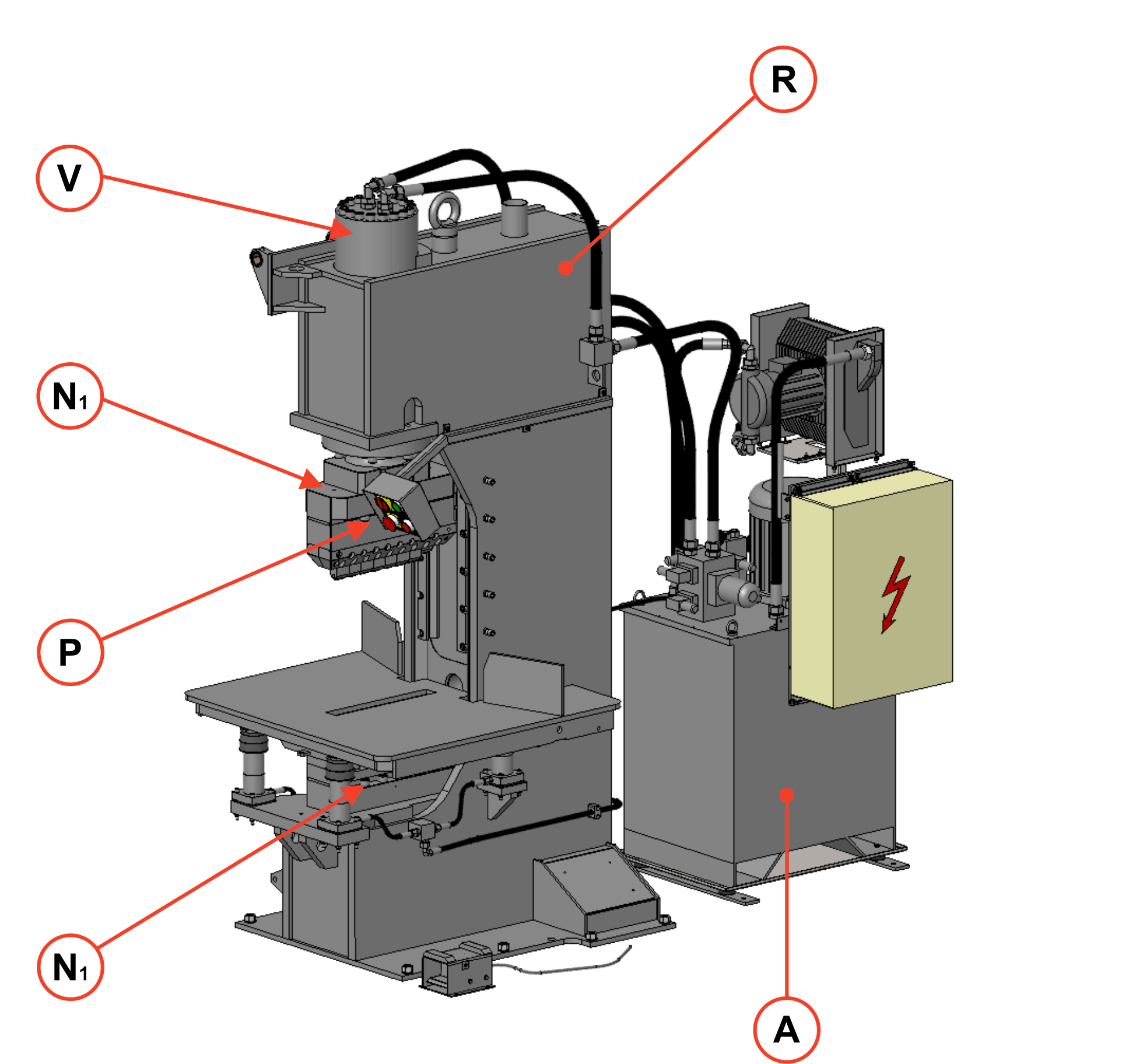
Hlavní strojní části štípačky kamene

Rám (R) je vyráběn ze silnostěnných vypalovaných pásových dílců nebo silnostěnných dutých profilů ("jeklů"), dle metody výrobce svařovaných (v minulosti také nýtovaných). Zodpovídá za integritu strojního tělesa a za roznesení dynamického rázu vznikajícího při štípání do patkové základny stroje a podkladového základu výrobního prostoru. Mohou na něj být upevněny další strojní části (hydraulické hadice, ovládací panely, manipulátory,...).

### Štípací nástroje
Většinou jde o celek dvou proti sobě ložených sestav (N1 a N2) břitových štípacích nožů upevněných do jednoho celku. Ten je buď pevný nebo umožňuje vyrovnávání nožů - linka břitu v takovém případě při dosedání na nepravidelný tvar kamene kopíruje jeho obrys. Tvar (rovný nebo oblý), úhel břitu a kvalita použitých nožů se liší dle druhu materiálu a tržních preferencí různých výrobců.

### Hydraulický systém
U hydraulických štípaček na kámen tvoří zdroj hlavní štípací síly pracovní tlak agregátu (A), který působí skrze hlavní hydraulický válec (V) tlačící štípací nástroje (N1 a N2). Pohon agregátu zajišťuje elektromotor. Přenos tlaku i zpětný pohyb hydraulického oleje obstarávají hadice. Agregát může být vybaven různými dalšími prvky, jako je topná jednotka, chladicí okruh, regulační a kontrolní prvky, vysokotlaký akumulátor atp.

### Ovládací prvky
Ovládání každého typu stroje (P) se liší dle jeho celkové koncepce, viz níže. Obvykle jde o soustavu tlačítek, joysticků, světelných (ev. zvukových) indikátorů a bezpečnostních prvků (nouzová tlačítka, laserové bariéry, aj.).

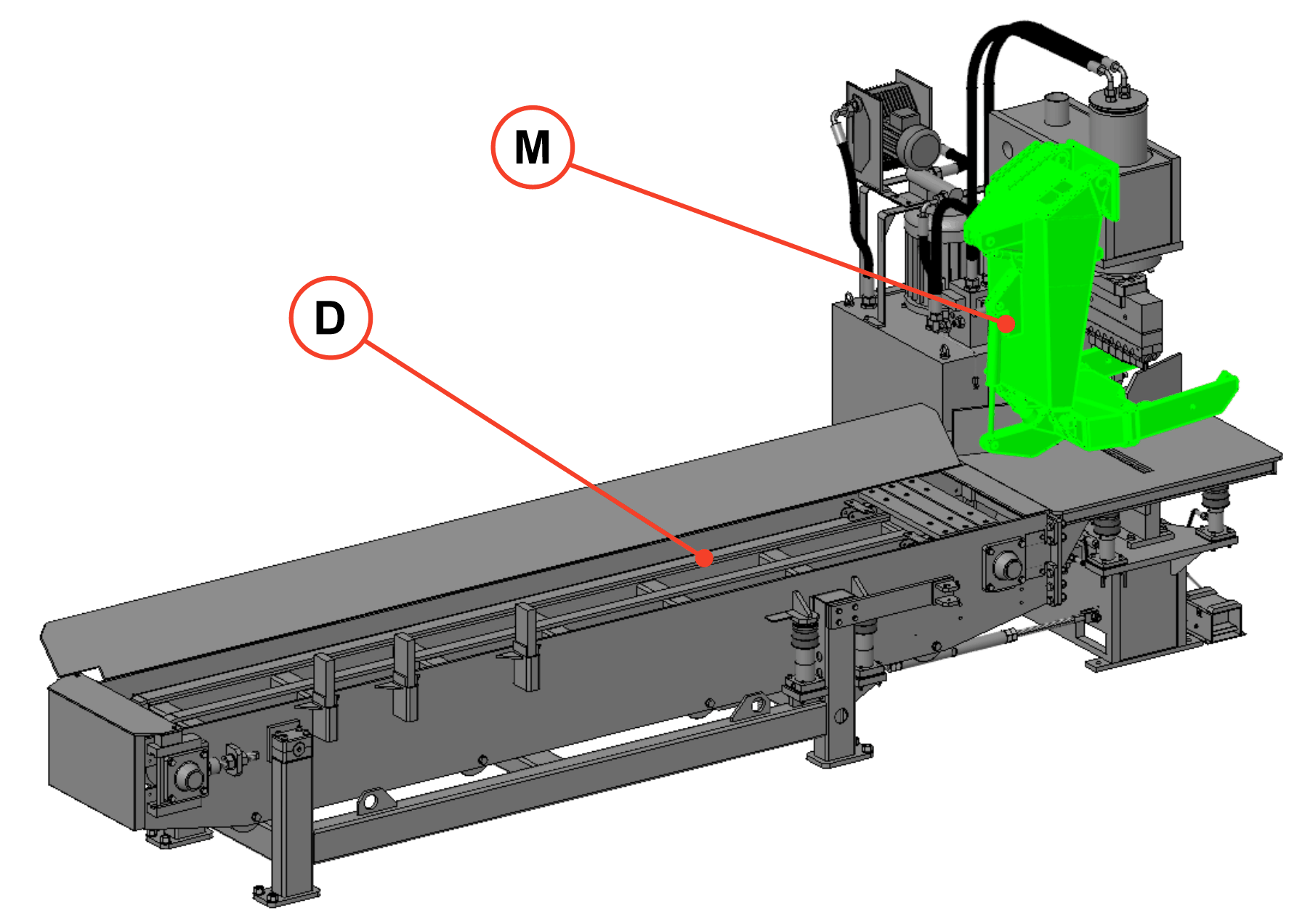
Štípačka spolu s manipulátorem (žlutě) a dopravníkem

### Manipulátory
Štípačka může být vybavena manipulátorem (M). Kombinací jednotlivých pohybů manipulátoru lze materiál nadlehčit, posunout a otočit (a dosáhnout požadované polohy pro štípání). Lze se setkat s různými konstrukčními variantami, od jednoduchých centrovacích kleští, přes prostá ramena s jedním válcovým kloubem až po otočné sestavy o více kloubech a ramenech.

### Dopravníky
Větší stroje bývají vzhledem k povaze svého provozu začleněny do výrobních celků štípacích linek, které se skládají z štípaček různých pracovních sil a velikostí a dopravníků (D) pro přesun kamene mezi nimi. Tato zařízení se liší v šířce pásu, jejich počtu (jeden až dva) a materiálu (kovové články, gumová tkanina).

## Konstrukční varianty

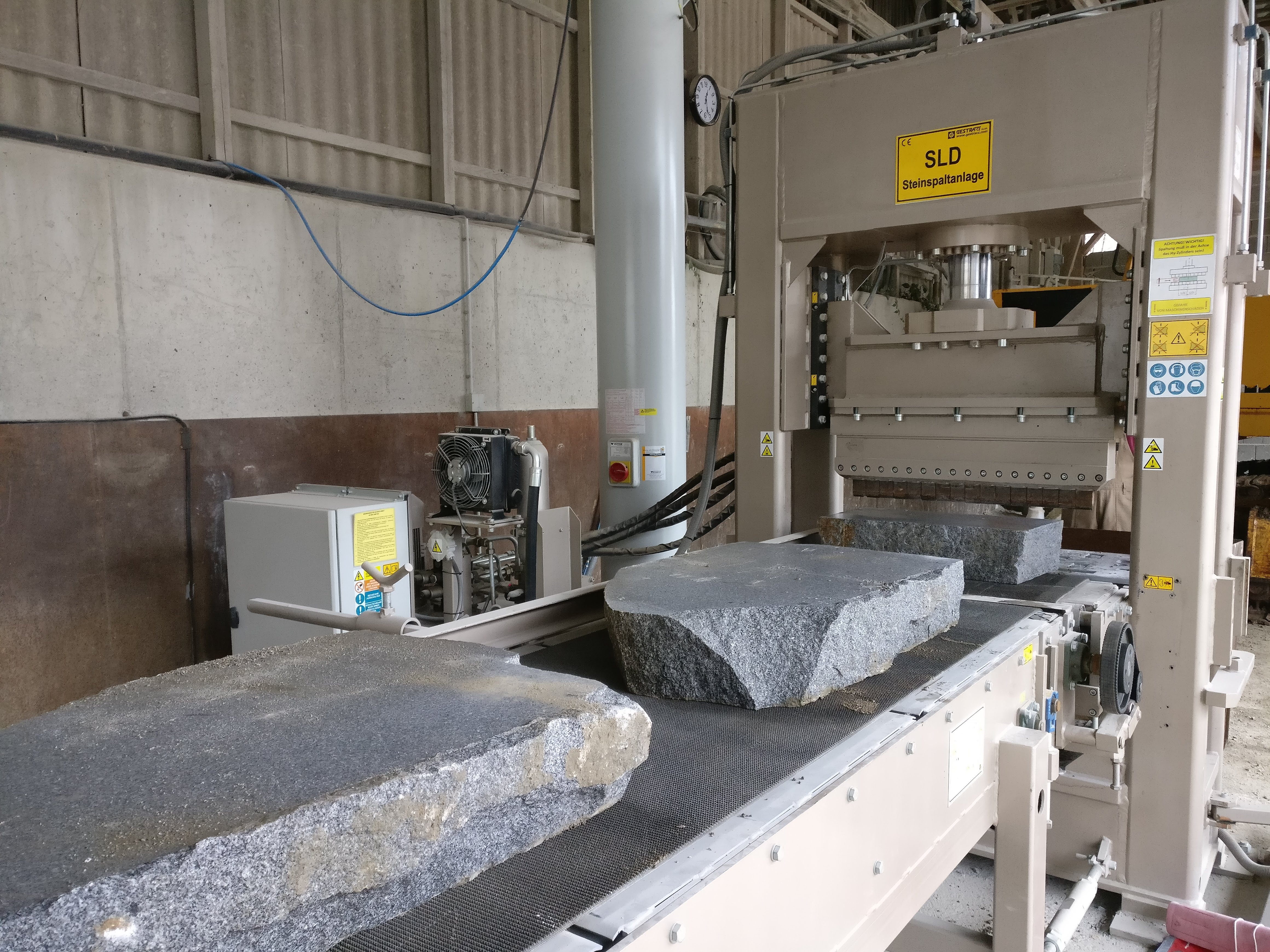
Portálová štípačka

### Dle rámu
Nejčastěji používané verze tvaru rámu jsou buď "C" rám, tedy otevřený na jedné straně (menší štípačky) nebo portálový typ rámu s rovnoměrným přenášením tlaku (velké štípačky).

### Dle síly
Jednotlivé stroje se mohou lišit ve vyvíjené štípací síle dle velikosti a typu kamene, kvality užitého agregátu a oleje a dle konstrukce hydraulických válců. Štípací síla se udává v tunách.

### Dle způsobu ovládání

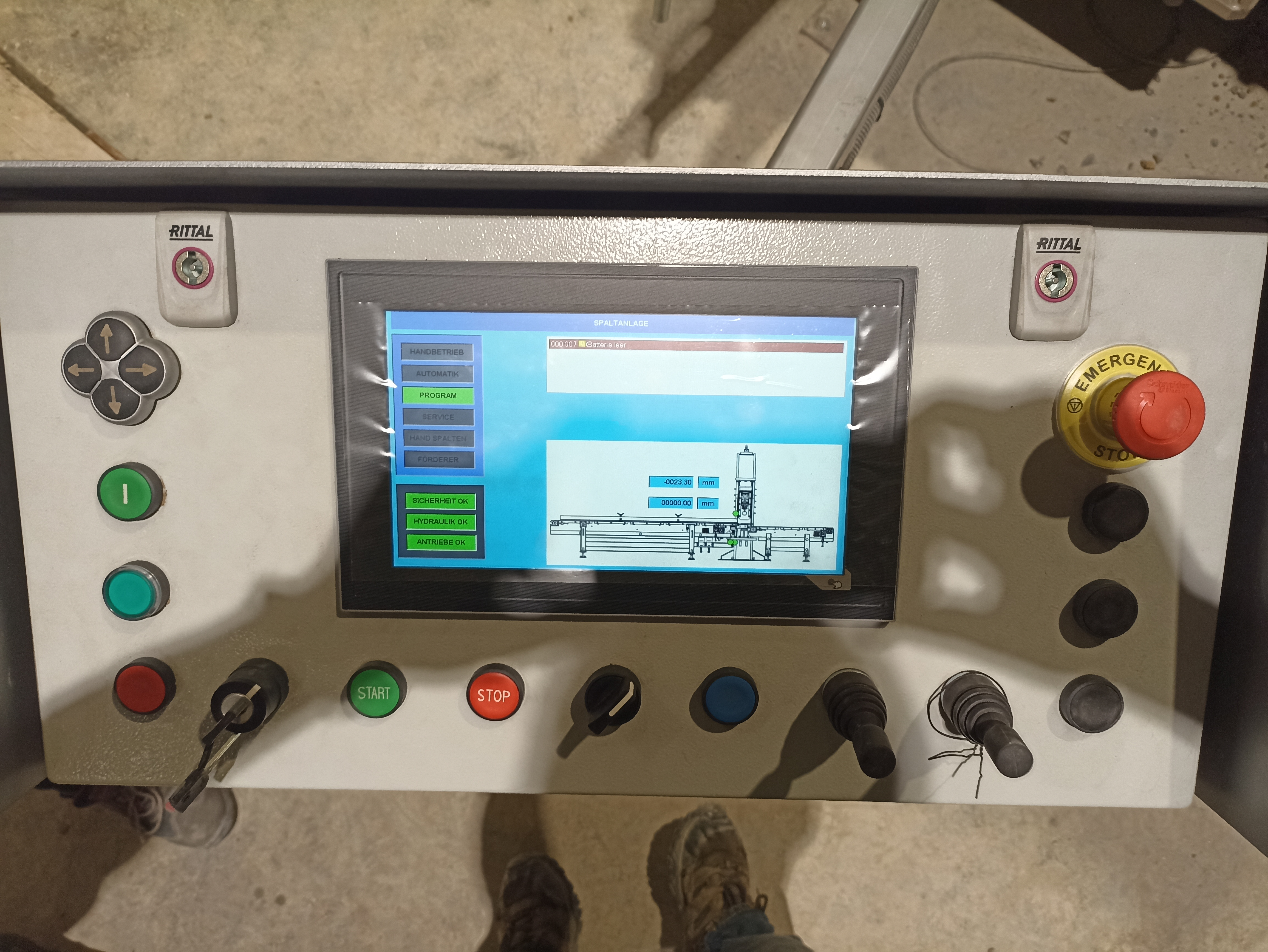
Příklad ovládacího panelu s PLC displejem

Základním ovládacím prvkem štípaček je obvykle ovládací panel s tlačítky nebo joysticky a další jednotlivé ovládací prvky. Zařízení mohou být ovládána buď manuálně, nebo s možností (polo-) automatického chodu, pak bývá panel vybaven a displejem. Bezpečnostní normy (ČSN EN) požadují možnost obouručního ovládání kvůli zabránění vkládání rukou do nebezpečného prostoru štípání . Někteří výrobci doplňují bezpečnostní laserové bariéry nebo rukavice se snímači polohy (pro dvouruční ovládání).

### Dle primárního štípaného materiálu
Velikost a tvar zařízení, tvar břitů štípacích nožů se liší dle zpracovávaného kamene, může jít např. o velké hrubě řezané bloky z kamenolomu, betonové desky, jemně řezané kamenné desky, kamenné hranoly, malé hrubé bloky atp.

## Klasifikace
Z hlediska jednotného evropského celního sazebníku jsou štípačky na kámen zařazeny pod KN kód 8464 90 00 (Obráběcí stroje pro opracování kamene, keramiky, betonu,... - Ostatní). Dopravníky coby pomocné součásti štípacích výrobních linek spadají pod KN kód 8428 39 90 (Ostatní dopravníky pro nepřetržité zboží - Ostatní). Štípačky tedy výslovně nespadají pod kategorii hydraulických lisů.
V českém kontextu se na výrobu a provoz vztahují unifikované technické normy, mezi nimi zejména ČSN EN ISO 13854 , ČSN EN ISO 13849-1, ČSN EN ISO 14120, ČSN EN ISO 14118.

## Galerie

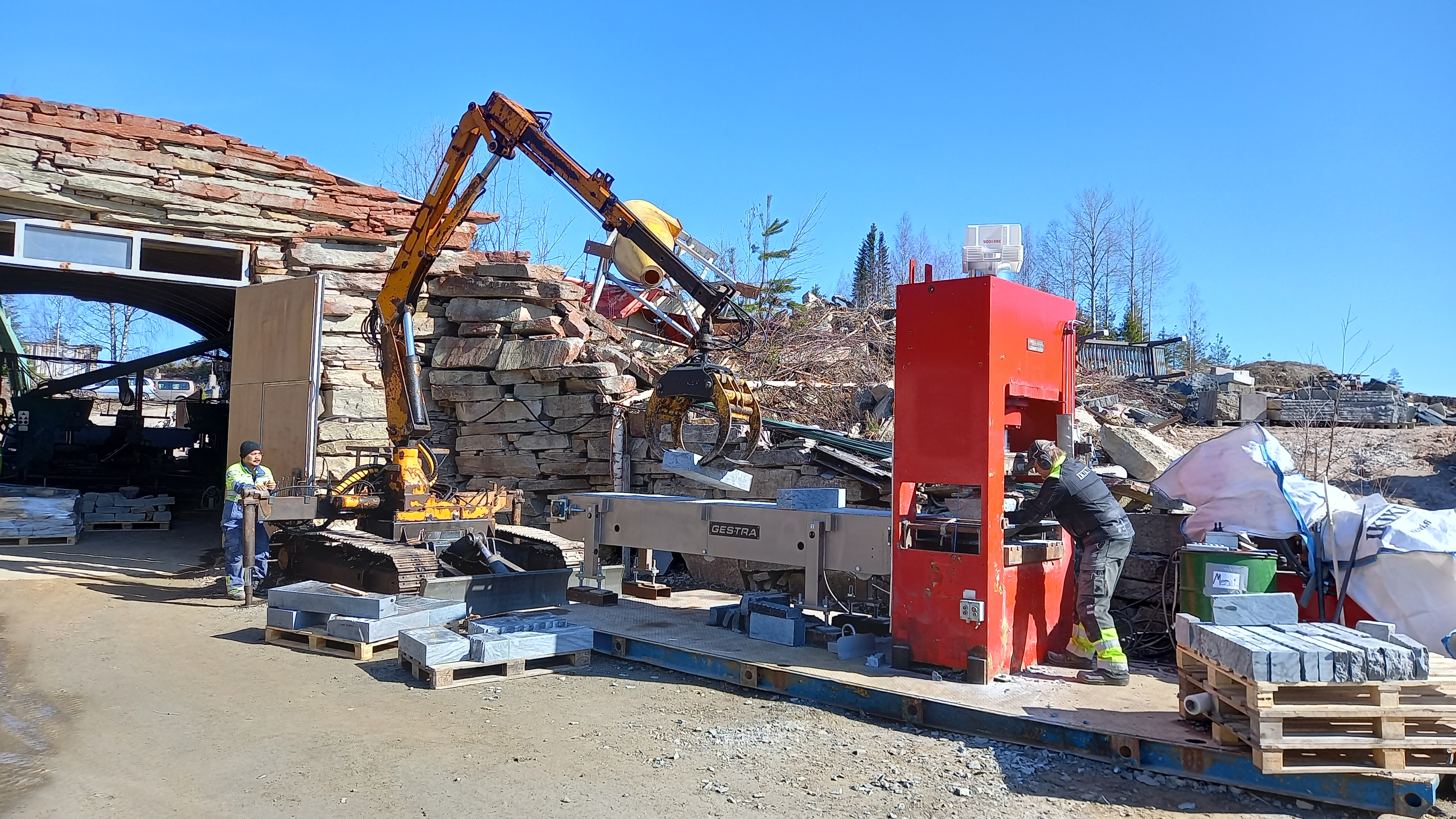
Portálová štípačka s dopravníkem a nakladačem
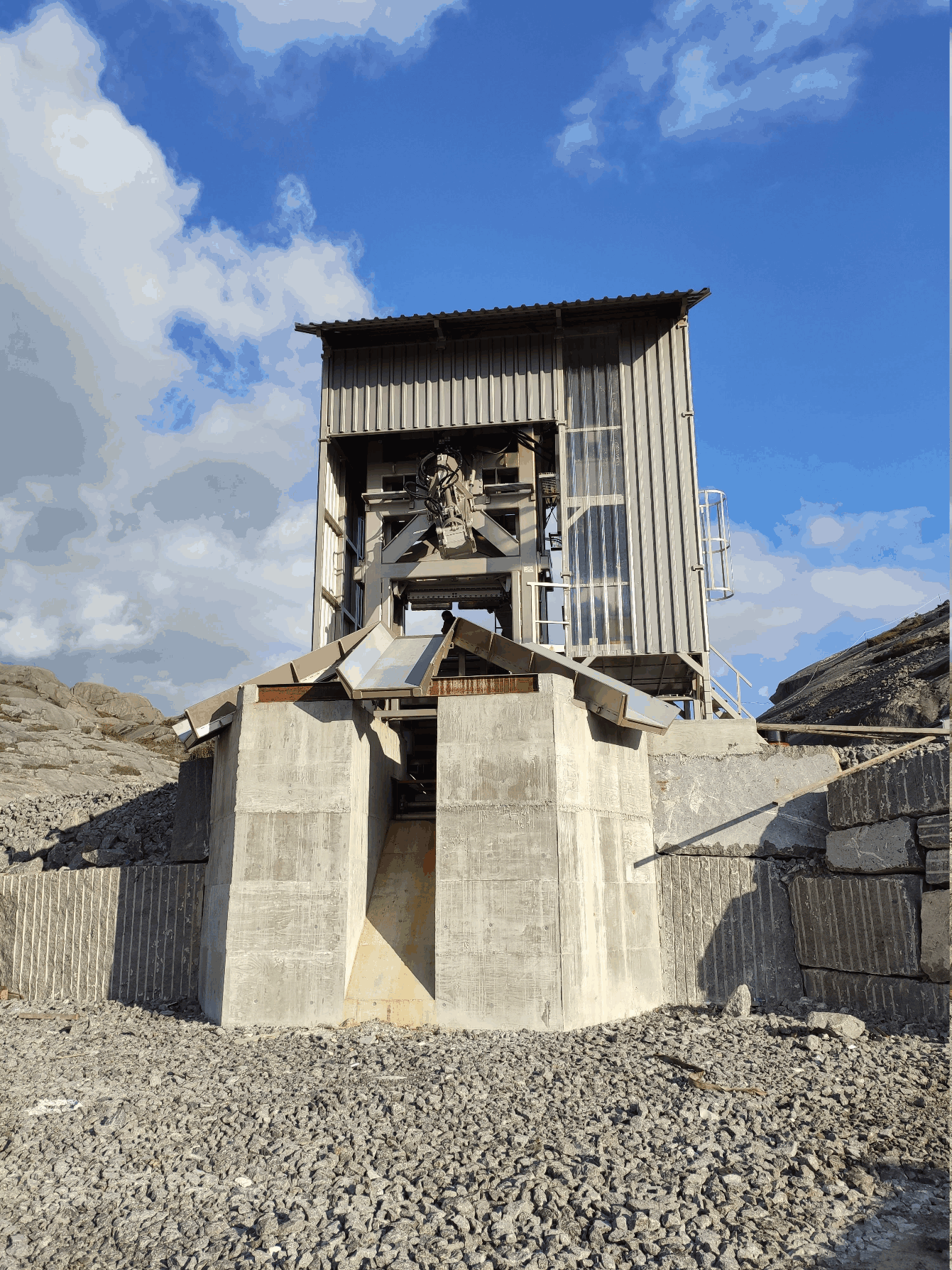
Velká portálová štípačka se odpadovými skluzy
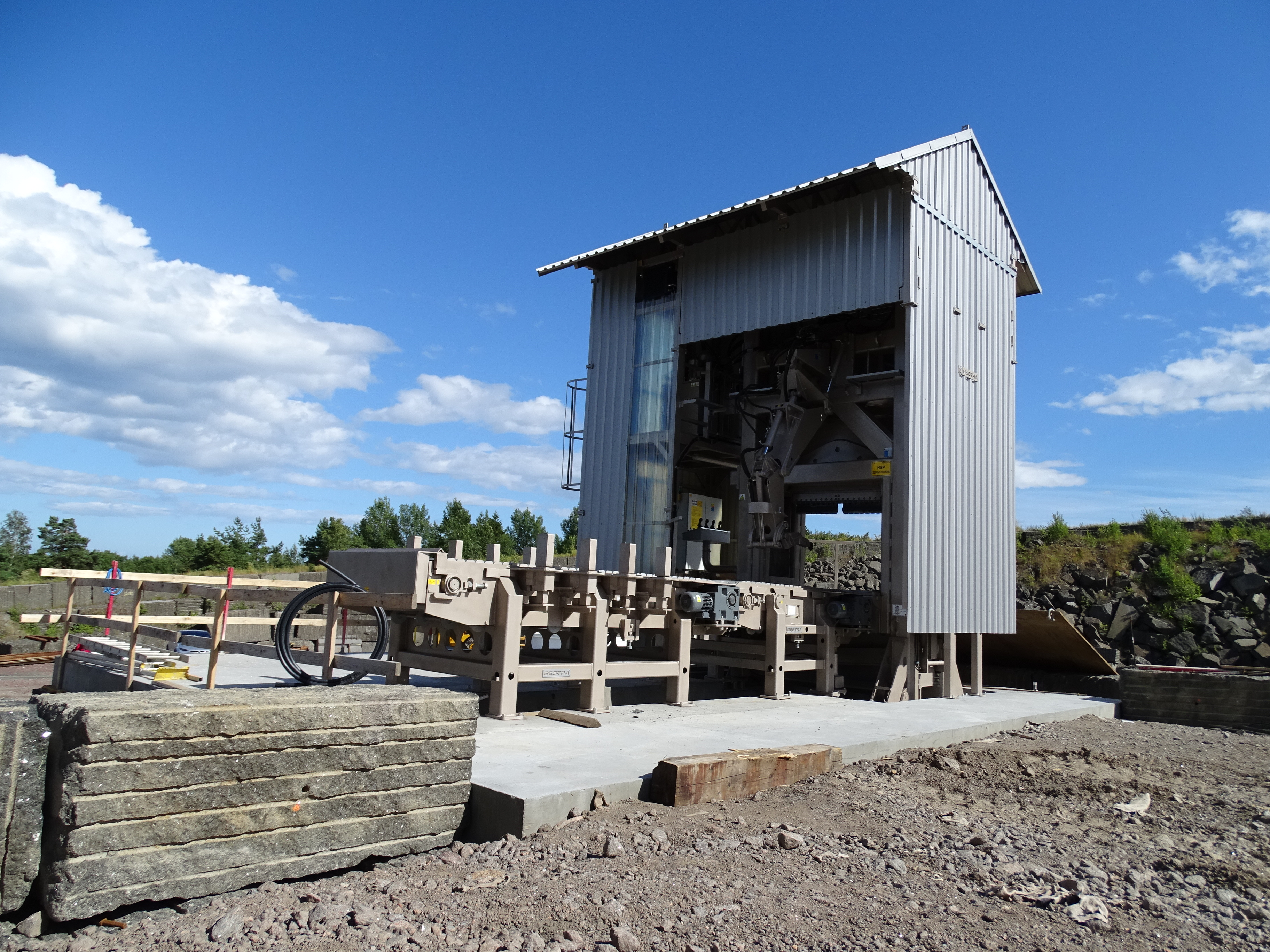
Zastřešená portálová štípačka
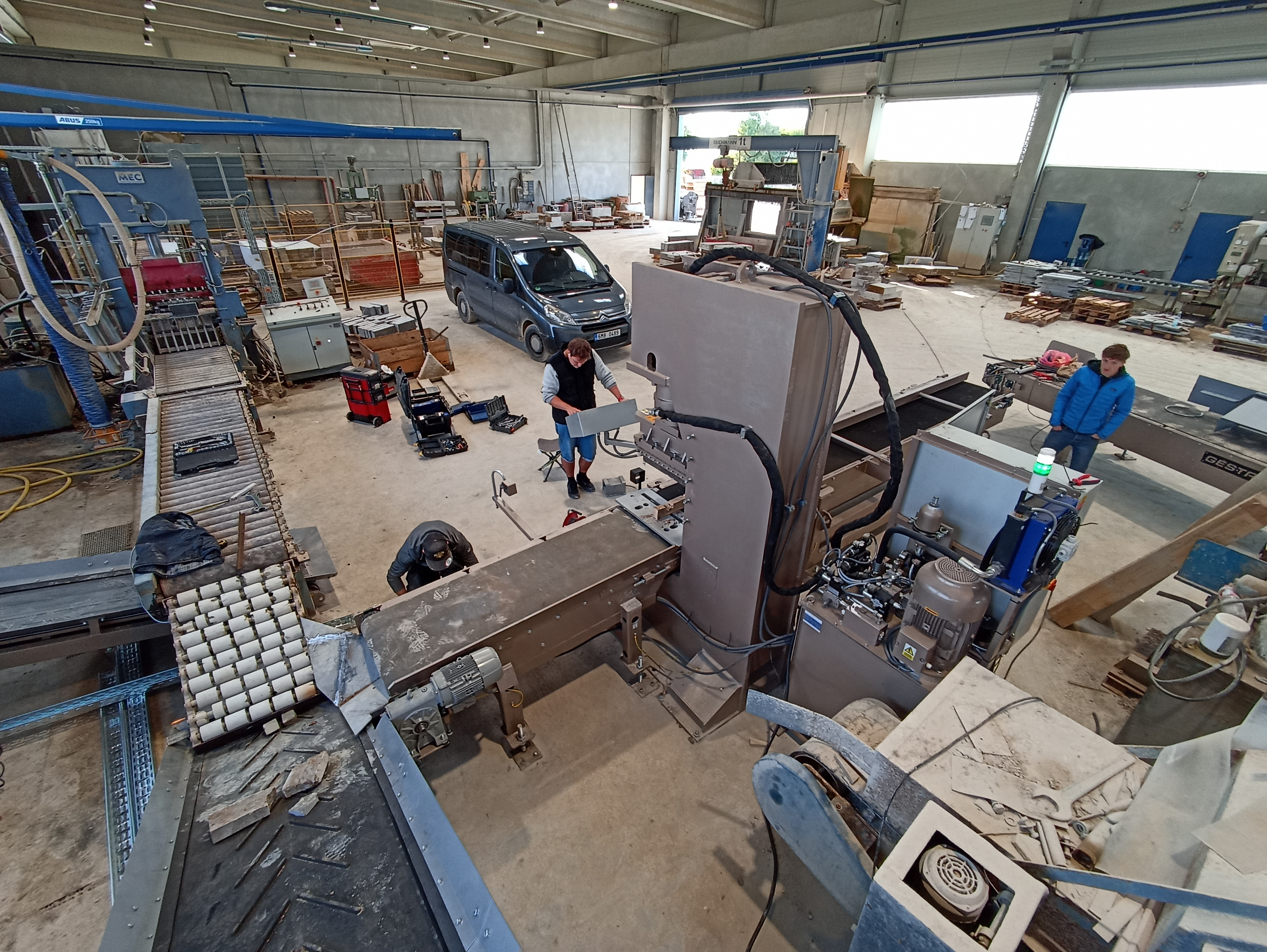
Sestava štípací linky v hale
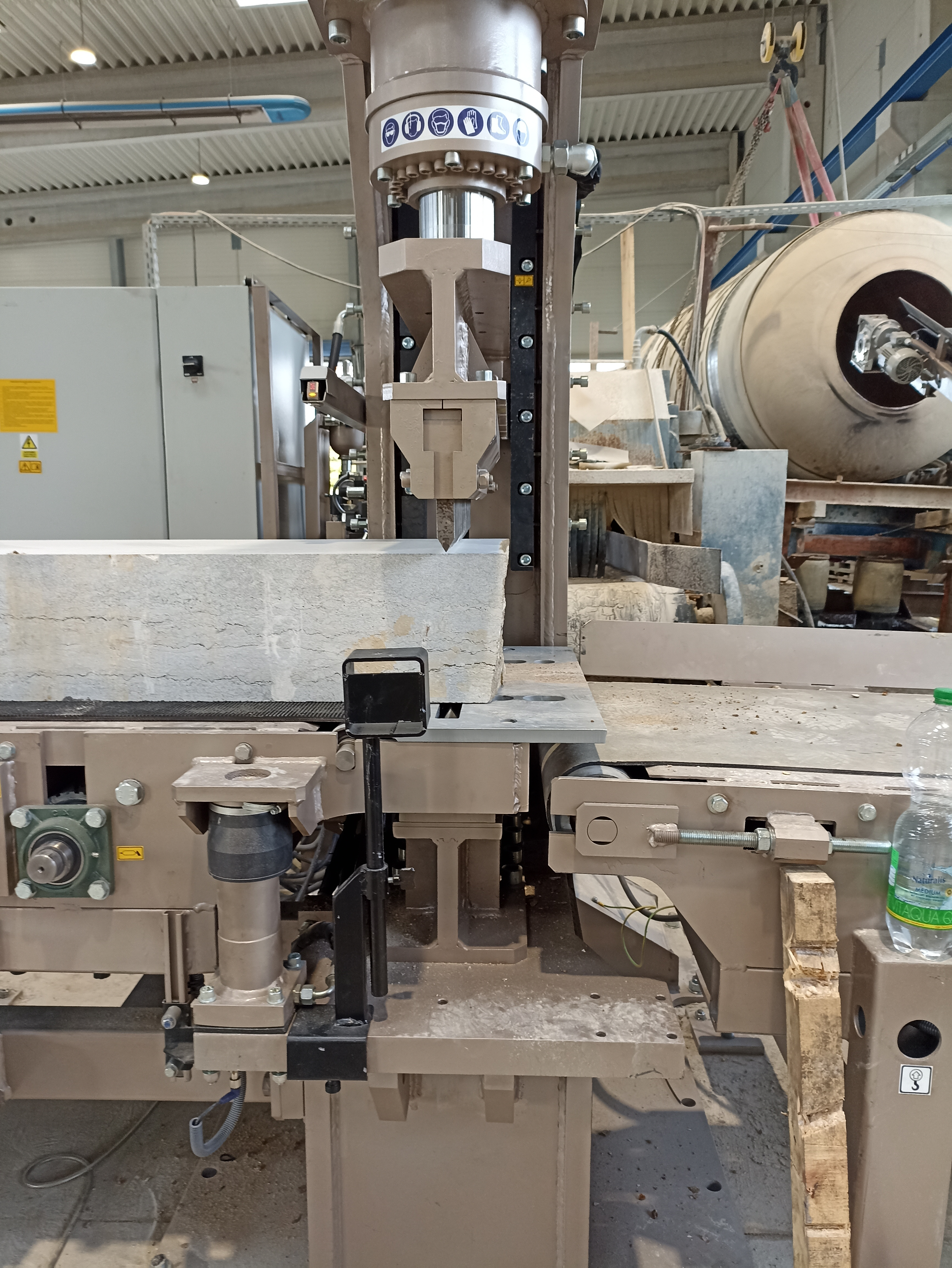
Štípání betonového prefabrikátu
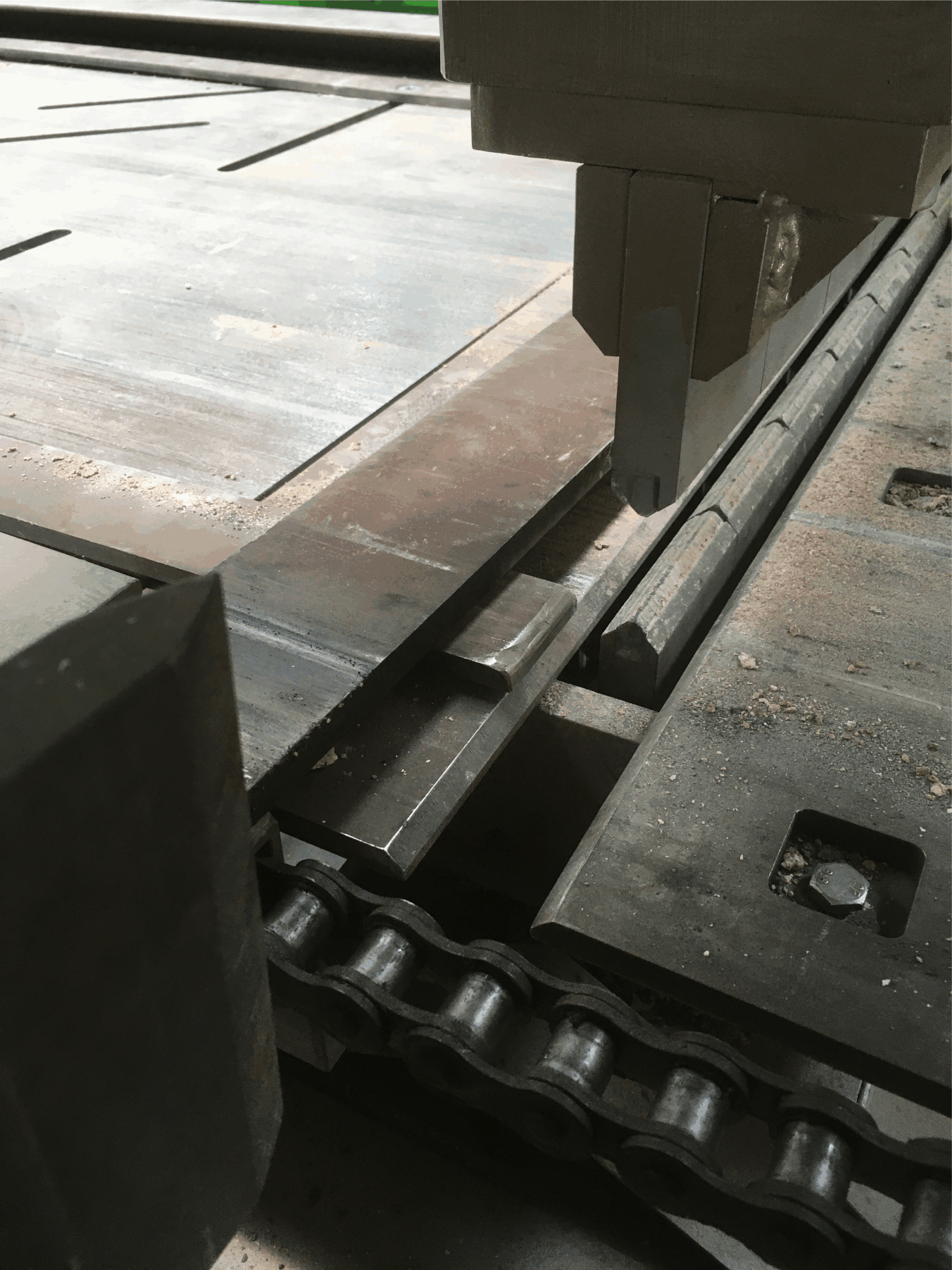
Detail štípacích nožů
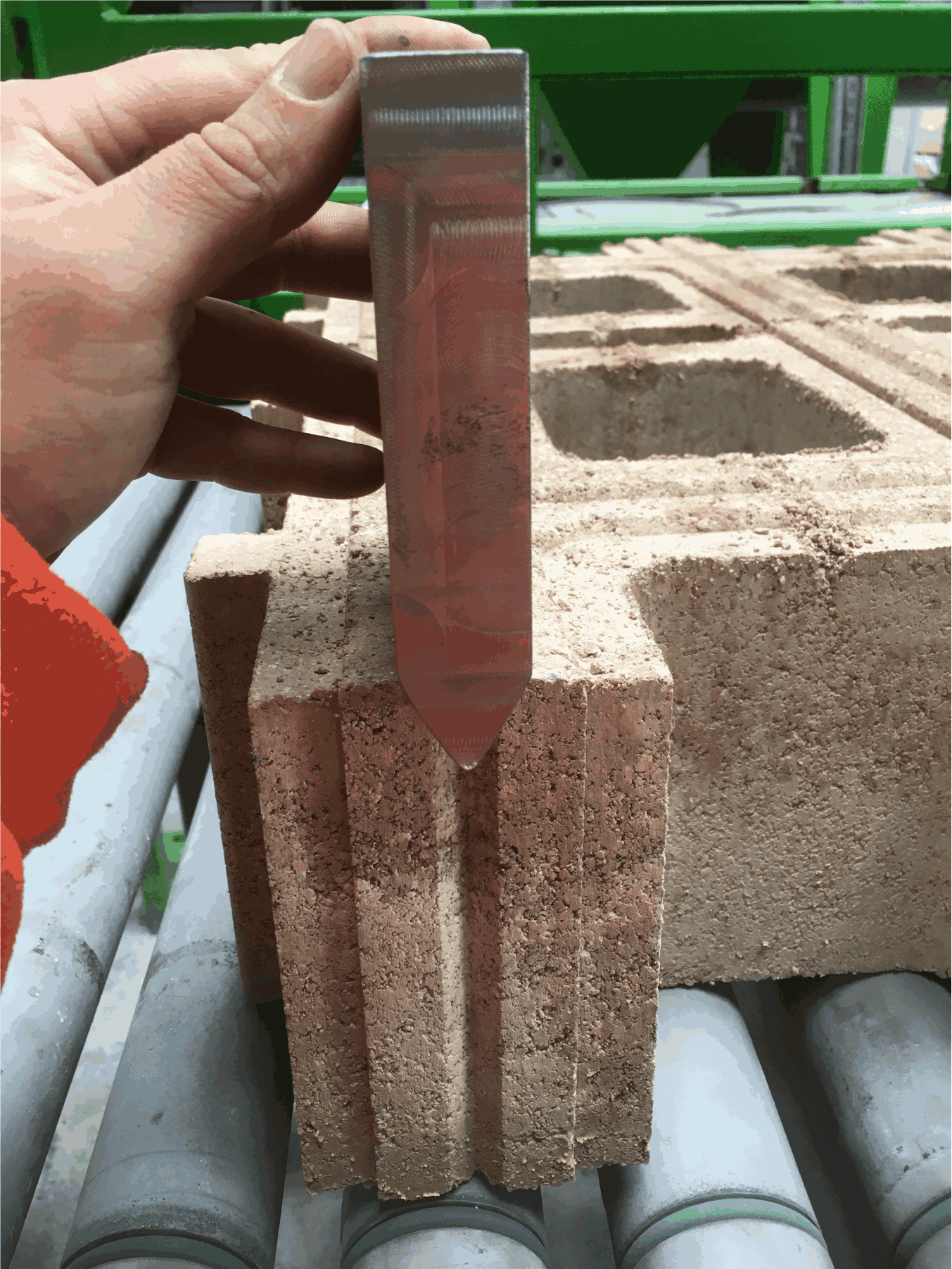
Štípací nože
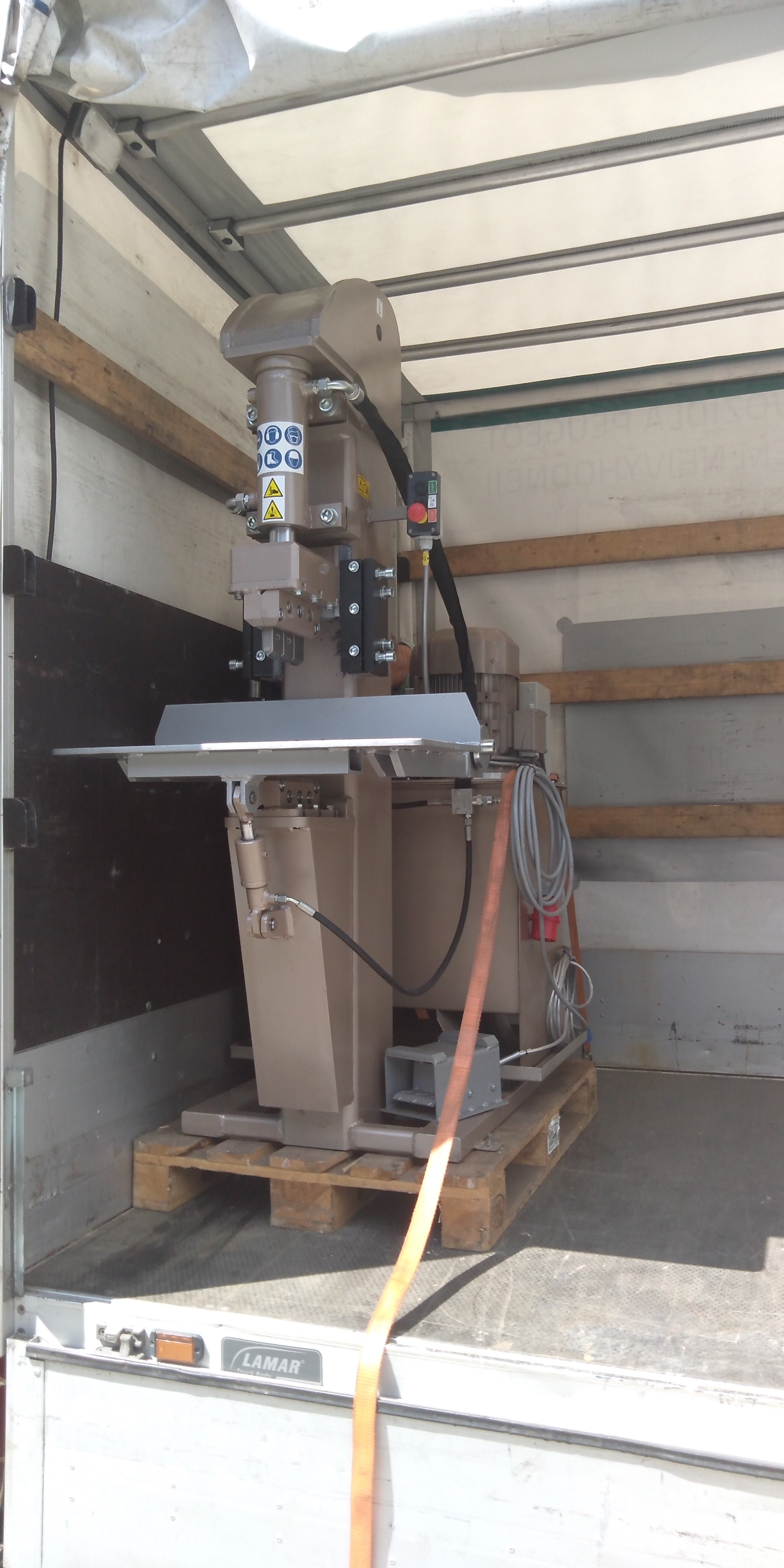
Příklad malého zařízení
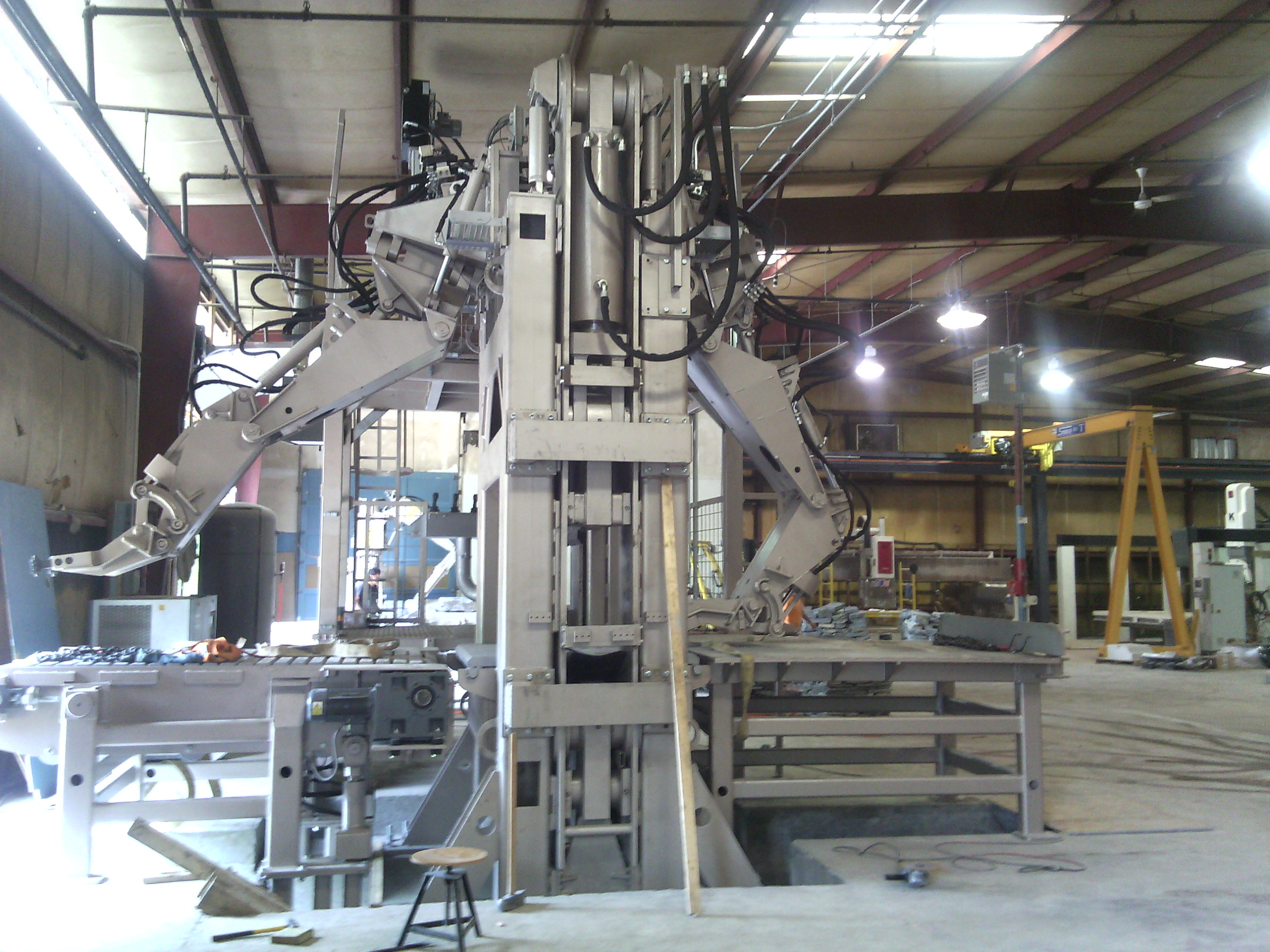
Vedení hydraulických hadic